# آرمور (داکوتای جنوبی)
آرمور(به انگلیسی: Armour) شهری در ایالت داکوتای جنوبی کشور ایالات متحده آمریکا است که جمعیت آن در سرشماری سال ۲۰۱۰ میلادی، ۶۹۹ نفر بوده‌است.